# Jesika Jiménez
Jesika Jacqueline Jiménez Luna (8 de junio de 1980) es una esgrimista panameña. 

## Biografía
Jesika Jiménez se distinguió por primera vez al ganar el bronce individual en los Juegos Panamericanos de 2003, la tercera medalla de esgrima de Panamá en esta competencia. Compitió en la prueba de espada individual en los Juegos Olímpicos de Verano de 2008 y también fue la abanderada de la nación en la ceremonia de apertura. Obtuvo su primera victoria contra Yana Shemyakina (Ucrania) en la primera ronda, pero fue eliminada en la ronda siguiente tras perder ante Imke Duplitzer (Alemania). Jiménez obtuvo una segunda medalla de plata en el Campeonato Panamericano 2012, evento clasificatorio para los Juegos de Londres. Sin embargo, este resultado no es suficiente para ofrecerle una de las dos plazas clasificatorias asignadas al continente americano.